# Фаллендар
Фаллендар (нем. Vallendar) — город в Германии, в земле Рейнланд-Пфальц.
Входит в состав района Майен-Кобленц. Подчиняется управлению Фаллендар. Население составляет 8196 человек (на 31 декабря 2010 года). Занимает площадь 13,22 км². Официальный код — 07 1 37 226.
Город подразделяется на 4 городских района, один из которых (Шёнштатт) известен во всём мире своей чудотворной иконой «Божьей Матери Трижды Предивной»